# Kąty (osada w gminie Murowana Goślina)
Kąty – osada w Polsce, położona w województwie wielkopolskim, w powiecie poznańskim, w gminie Murowana Goślina.